# Editio Romana
Als editio Romana („römische Ausgabe“) werden die von der päpstlichen Kurie in Auftrag gegebenen, für den kirchlichen Gebrauch verbindlichen Ausgaben bestimmter Texte bezeichnet, namentlich der Bibel, der Schriften der Kirchenväter, von Konzilsbeschlüssen, Dekretalen und anderen kirchlichen Rechtsquellen sowie Werken der Kirchengeschichte. Für liturgische Schriften ist das Äquivalent die editio typica. Da es zu jedem Zeitpunkt nur eine römische Ausgabe eines Werkes gibt, ist in Kirche und Wissenschaft oft nur von der editio Romana die Rede, um diese zu bezeichnen (ohne Angabe üblicher bibliographischer Details).

## Verbindlichkeit
Soweit es eine editio Romana gibt bzw. gab, ist ihre Verwendung im kirchlichen Kontext (z. B. Gottesdienst, Predigt, kirchliche Gerichtsbarkeit, kirchliche Hochschulen) vorgeschrieben und der jeweilige Wortlaut verbindlich. Meistens wurden entsprechende Ausgaben vom Papst förmlich promulgiert. Die Promulgationsbulle enthält oft auch ein Verbot, neue Ausgaben zu erstellen oder den Wortlaut anderweitig zu verändert, so zum Beispiel im Fall der Vulgata Sixtina. Im Fall der Beschlüsse des Konzils von Trient enthielt die Promulgationsbulle Benedictus Deus auch ein Auslegungsverbot, das unter anderem die Publikation von Kommentaren, Scholien und Glossen zu den Dekreten einschloss. Konkurrierende Ausgaben wurden bis ins 20. Jahrhundert mehr oder minder regelmäßig auf den Index librorum prohibitorum gesetzt; bei Bibel-Ausgaben war das fast immer der Fall (siehe Bibelverbot), bei Werken der Kirchenväter seltener.

## Geschichte
Die Erstellung verbindlicher, neuer Ausgaben der Bibel und anderer für die Kirche zentraler Werke hatte schon das Konzil von Trient 1547 gefordert. Einige Werke wie das römische Missale erschienen bald nach Ende des Konzils, andere erst deutlich später.
Eine von Pius V. eingesetzte, als correctores Romani bekannte größere Gruppe von Kardinälen und Gelehrten war vor allem mit der Verbesserung der kirchlichen Rechtstexte beschäftigt, einige Beteiligte wie Antonio Carafa beteiligten sich aber auch an den Vorarbeiten zu neuen Ausgaben der Vulgata, der Septuaginta und anderen Werken.
Nach teilweise jahrzehntelangen Vorarbeiten erschienen 1570 bis 1612 besonders viele editiones Romanae, namentlich die des Messbuches (Missale Romanum ab 1570), des Corpus Iuris Canonici (1582), der Septuaginta (Römische Septuaginta, 1587), der Vulgata (Vulgata Sixtina und Clementina 1590 bzw. 1592) und der Beschlüsse der ökumenischen Konzilien (1608–12).

## Editiones Romanae: Ausgaben und Digitalisate
Wichtige in chronologischer Reihenfolge des Erscheinend:
- Canones et Decreta sacrosancti oecumenici et generalis Concilii Tridentini [...]. Manutius, Rom 1564. urn:nbn:de:bvb:12-bsb10174612-5 (Editio princeps der Beschlüsse des Konzils von Trient.).

- Corpus juris canonici emendatum et notis illustratum, 3 in 4 Bde., Rom 1582. (Digitalisate.)
  - Decretum Gratiani emendatum et notationibus illustratum una cum glossis. Gregorii XIII pontificis maximi iussu editum: ad exemplar Romanum diligenter recognitum. In aedibus Populi Romani, Rom 1582; Digitalisat.
  - Decretales D. Gregorii Papae IX. suae integritati una cum glossis restitutae ad exemplar Romanum. In aedibus Populi Romani, Rom 1582; Digitalisat.
  - Liber Sextus; Constitutiones Clementinae; Extravagantes Johannis XXII; Extravagantes Communes. In aedibus Populi Romani, Rom 1582 Digitalisat.

- Concilia generalia ecclesiae catholicae Pauli V pontificis maximi auctoritate edita, 4 Bde., Rom 1608–12.
  - Band 1 Digitalisat